# Parasznya
Parasznya es un pueblo húngaro perteneciente al distrito de Miskolc, condado de Borsod-Abaúj-Zemplén.

## Superficie
Cuenta con una superficie de 16,76 km².

## Demografía
Hasta 2024 la población era de 1084 habitantes, con una densidad de población de 64,67 hab/km².
| Gráfica de evolución demográfica de Parasznya entre 2020 y 2024 |
|                                                                 |
| Datos según la Oficina Central de Estadística de Hungría.       |